# Сибница (Рековац)
Сибница је насеље у Србији у општини Рековац у Поморавском округу. Према попису из 2022. било је 156 становника. Кроз село протиче Сибничка река.

## Историја
До Другог српског устанка Сибница се налазила у саставу Османског царства. Након Другог српског устанка Сибница улази у састав Кнежевине Србије и административно је припадала Јагодинској нахији и Левачкој кнежини све до 1834. године када је Србија подељена на сердарства.

## Пећина
У близини села се налазе Сибничка пећина и Сибничка јама.

## Демографија
У насељу Сибница живи 200 пунолетних становника, а просечна старост становништва износи 49,8 година (49,0 код мушкараца и 50,6 код жена). У насељу има 79 домаћинстава, а просечан број чланова по домаћинству је 2,96.
Ово насеље је у потпуности насељено Србима (према попису из 2002. године), а у последња три пописа, примећен је пад у броју становника.
|  |

| Демографија | Демографија | Демографија |
| Година      | Становника  | Становника  |
| ----------- | ----------- | ----------- |
| 1948.       | 735         |             |
| 1953.       | 702         |             |
| 1961.       | 601         |             |
| 1971.       | 493         |             |
| 1981.       | 404         |             |
| 1991.       | 320         | 297         |
| 2002.       | 234         | 276         |

| Етнички састав према попису из 2002.‍ | Етнички састав према попису из 2002.‍ | Етнички састав према попису из 2002.‍ | Етнички састав према попису из 2002.‍ | Етнички састав према попису из 2002.‍ |
| ------------------------------------ | ------------------------------------ | ------------------------------------ | ------------------------------------ | ------------------------------------ |
|                                      |                                      |                                      |                                      |                                      |
| Срби                                 | Срби                                 |                                      | 234                                  | 100,0%                               |
| непознато                            | непознато                            |                                      | 0                                    | 0,0%                                 |

| Сибница у пописима Јагодинске нахије — од 1818. до 1829.                          |       |       |       |       |       |       |          |       |       |       |       |       |
| Година пописа                                                                     | 1818. | 1819. | 1820. | 1821. | 1822. | 1823. | 1824/25. | 1825. | 1826. | 1827. | 1828. | 1829. |
| Куће                                                                              | 44    | 43    | 45    | 46    | 46    | 45    | 44       | 44    | 45    | 46    | 47    | 46    |
| Пореске главе*                                                                    | -     | 55    | 49    | 52    | 53    | 55    | 56       | 57    | 57    | 59    | 59    | 56    |
| Арачке главе**                                                                    | 97    | 114   | 114   | 116   | 123   | 125   | 131      | 133   | 133   | 136   | 137   | 136   |
| *Пореске главе = Ожењени мушкарци \| ** Арачке главе = Мушкарци од 7 до 70 година |       |       |       |       |       |       |          |       |       |       |       |       |

| Година пописа     | 1948. | 1953. | 1961. | 1971. | 1981. | 1991. | 2002. |
| ----------------- | ----- | ----- | ----- | ----- | ----- | ----- | ----- |
| Број домаћинстава | 153   | 166   | 163   | 139   | 121   | 98    | 79    |

| Број чланова      | 1  | 2  | 3 | 4 | 5 | 6 | 7 | 8 | 9 | 10 и више | Просек |
| ----------------- | -- | -- | - | - | - | - | - | - | - | --------- | ------ |
| Број домаћинстава | 20 | 22 | 9 | 9 | 9 | 8 | 2 | 0 | 0 | 0         | 2,96   |

| Пол    | Укупно | Неожењен/Неудата | Ожењен/Удата | Удовац/Удовица | Разведен/Разведена | Непознато |
| ------ | ------ | ---------------- | ------------ | -------------- | ------------------ | --------- |
| Мушки  | 100    | 15               | 71           | 12             | 1                  | 1         |
| Женски | 105    | 6                | 71           | 25             | 2                  | 1         |
| УКУПНО | 205    | 21               | 142          | 37             | 3                  | 2         |

| Пол    | Укупно                    | Пољопривреда, лов и шумарство | Рибарство                            | Вађење руде и камена | Прерађивачка индустрија       |
| ------ | ------------------------- | ----------------------------- | ------------------------------------ | -------------------- | ----------------------------- |
| Мушки  | 64                        | 49                            | 0                                    | 0                    | 11                            |
| Женски | 52                        | 47                            | 0                                    | 0                    | 3                             |
| УКУПНО | 116                       | 96                            | 0                                    | 0                    | 14                            |
| Пол    | Производња и снабдевање   | Грађевинарство                | Трговина                             | Хотели и ресторани   | Саобраћај, складиштење и везе |
| Мушки  | 0                         | 1                             | 0                                    | 0                    | 2                             |
| Женски | 0                         | 0                             | 0                                    | 0                    | 0                             |
| УКУПНО | 0                         | 1                             | 0                                    | 0                    | 2                             |
| Пол    | Финансијско посредовање   | Некретнине                    | Државна управа и одбрана             | Образовање           | Здравствени и социјални рад   |
| Мушки  | 0                         | 0                             | 0                                    | 1                    | 0                             |
| Женски | 0                         | 0                             | 0                                    | 2                    | 0                             |
| УКУПНО | 0                         | 0                             | 0                                    | 3                    | 0                             |
| Пол    | Остале услужне активности | Приватна домаћинства          | Екстериторијалне организације и тела | Непознато            | Непознато                     |
| Мушки  | 0                         | 0                             | 0                                    | 0                    | 0                             |
| Женски | 0                         | 0                             | 0                                    | 0                    | 0                             |
| УКУПНО | 0                         | 0                             | 0                                    | 0                    | 0                             |